# Campionatul Mondial de Handbal Feminin din 1973
A 5-a ediție a Campionatului Mondial de Handbal Feminin a avut loc în perioada 7 - 15 decembrie 1973 în Iugoslavia. Iugoslavia a câștigat campionatul după ce a învins în finală echipa României cu scorul de 16 - 11 și a devenit pentru prima dată campioană mondială.

## Clasament final
| Poz. | Echipă            |
| ---- | ----------------- |
| 1    | Iugoslavia        |
| 2    | România           |
| 3    | Uniunea Sovietică |
| 4    | Ungaria           |
| 5    | Polonia           |
| 6    | Cehoslovacia      |
| 7    | Danemarca         |
| 8    | Norvegia          |
| 9    | Germania de Est   |
| 10   | Japonia           |
| 11   | Germania de Vest  |
| 12   | Țările de Jos     |

## Medaliați
| Turneu  | Aur | Argint | Bronz             |
| Feminin | Iugoslavia · Zdenka Istvanovic · Dunja Kostic · Ana Titlic · Nadezda Abramovic · Mirjana Cikos · Jadranka Antic · Zdenka Leutar · Milenka Lukic · Ivanka Suprinovic · Katja Iles · Dragica Palaversa · Radmila Parezanovic · Biserka Rosic · Mara Torti · Milka Veinovic · Bozena Vrbanc · Antrenor: · Vilim Ticic | România Elisabeta Ionescu Lucreția Moise Lidia Stan Doina Furcoi-Solomonov Rozália Soós Simona Arghir-Sandu Elena Frâncu Hilda Hrivnak-Popescu Magdolna Miklós Irene Oancea Petruța Băicoianu-Cojocaru Maria Popa-Manta Constantina Pițigoi Maria Bosi-Igorov Christine Metzenrath-Petrovici Viorica Vieru Antrenori: Constantin Popescu Pilică Dan Bălășescu | Uniunea Sovietică |